# Synidotea sculpta
Synidotea sculpta är en kräftdjursart som beskrevs av Gurjanova 1955. Synidotea sculpta ingår i släktet Synidotea och familjen tånglöss. Inga underarter finns listade i Catalogue of Life.